# Gara Reghin
Gara Reghin este o gară care deservește municipiul Reghin, județul Mureș, România.